# فرد کلاور
فرد کلاور (انگلیسی: Fred Cleaver؛ 22 April 1885 – ۱۹۶۸ (۸۲−۸۳ سال)) بازیکن فوتبال بود.